# Свищів
Свищі́в — село в Україні, у Ярославицькій сільській громаді Дубенського району Рівненської області. Населення становить 202 осіб.

## Географія
Селом протікає річка П'яне.

## Історія
Перша письмова згадка про село має місце у грамоті Великого князя Литовського Вітовта, написаній 2 липня 1396 року в Луцьку.
7 (20) листопада 1917 року, відповідно до Третього Універсалу Української Центральної Ради, увійшло до складу Української Народної Республіки.
Село згадують у Кресовій книзі справедливих на стор. 27.
У 1906 році село Княгининської волості Дубенського повіту Волинської губернії. Відстань від повітового міста 30 верст, від волості 2. Дворів 58, мешканців 465.
12 червня 2020 року, відповідно до розпорядження Кабінету Міністрів України № 722-р від «Про визначення адміністративних центрів та затвердження територій територіальних громад Рівненської області», увійшло до складу Ярославицької сільської громади.
19 липня 2020 року, в результаті адміністративно-територіальної реформи та ліквідації Млинівського району, село увійшло до складу Дубенського району.